# Solanum cylindricum
Solanum cylindricum är en potatisväxtart som beskrevs av Vell. Solanum cylindricum ingår i släktet skattor som ingår i familjen potatisväxter. Inga underarter finns listade i Catalogue of Life.